# 細井宗一
細井 宗一（ほそい　そういち、1918年1月2日 - 1996年12月26日）は、労働運動家。

## 経歴
新潟県糸魚川市出身。陸軍士官学校卒業。陸軍では後に内閣総理大臣を務める田中角栄の上官だった。共に新潟出身で1918年（大正7年）年生まれという共通点があり堅い友情に結ばれていた。終戦時は関東軍第5軍司令部付陸軍中尉であった。
シベリア抑留を経験した。日本に引き揚げた後に日本国有鉄道（国鉄）に入り、国鉄労働組合（国労）へ加入した。1952（昭和27）年国労本部中央委員に就任。岩井章と共に国労内の日本共産党系勢力を指導した。1957（昭和29）年の新潟闘争で国鉄を解雇された。その後は総評反主流派の中核的な論客となったり、現場協議制度を国鉄で行ったり、国労新綱領の策定を指導したりした。1996（平成8）年12月26日に78歳で亡くなった。

## 著書
- 『労働運動組合幹部論』学習の友社、1971年。